# 栄町立安食台小学校
栄町立安食台小学校（さかえちょうりつ あじきだいしょうがっこう）は、千葉県印旛郡栄町安食台四丁目にある公立小学校。

## 概要
本学区の安食台は東京や成田のベッドタウン化している地区であり、本学は安食台の北東部に位置する。

## 沿革
- 1983年（昭和58年）
  - 4月1日 - 安食小学校より分離独立。
  - 9月1日 - 校章制定。
- 1992年（平成4年）11月14日 - 創立十周年記念式典。
- 2015年（平成27年）3月31日 - 栄町立酒直小学校と栄町立北辺田小学校を統合。

## 学区
三区及び安食台1丁目から6丁目までの区域

## 進学
- 栄町立栄中学校

## 著名な出身者
- 舛ノ山大晴（大相撲力士）